# Aptenodytes
Genre
Aptenodytes est un genre de manchots de la famille des Spheniscidae comptant actuellement deux espèces vivantes et une fossile.

## Liste des espèces

### Espèces actuelles
D'après la classification de référence (version 2.2, 2009) du Congrès ornithologique international (ordre phylogénique) le genre Aptenodytes compte 2 espèces :
| Espèce                                                                                            | Photo            | Portrait         | Répartition                     | Population |
| Aptenodytes patagonicus (Miller, 1778) Manchot royal) synonymes : A. longirostris et A. pennantii | Manchot royal    | Manchot royal    | Entre les 45e et 55e parallèles | Environ 2.2 millions de couples (en 2002.)                                                                                  |
| Aptenodytes forsteri (Gray, 1844) Manchot empereur                                                | Manchot empereur | Manchot empereur | Entre les 66e et 77e parallèles | Environ 230 000 couples (en 2009), répartis sur 46 colonies. la population est en déclin du fait du retrait de la banquise. |

### Fossiles
Il existe également une espèce fossile, le Manchot de Ridgen (A. ridgeni), dont on a retrouvé des fossiles datant de la fin du Pliocène, il y a environ trois millions d’années, en Nouvelle-Zélande. Des études portant sur le comportement du manchot et sur ses caractéristiques génétiques ont conclu que le genre Aptenodytes est à la base de l’arbre phylogénétique des manchots. Des ADN mitochondriaux et cellulaires ont permis d’estimer l’apparition de cette branche à environ 40 millions d’années avant notre ère.

### Taxons désuets
Plusieurs espèces furent décrites dans le genre Aptenodytes, avant d'être déplacées dans la classification. Tel est le cas pour :
- Le Manchot pygmée (Eudyptula minor), de protonyme Aptenodytes minor[6]
- Le Manchot papou (Pygoscelis papua), de protonyme Aptenodytes papua[7]
  - On peut également rencontrer Aptenodytes taeniata, devenue une sous-espèce du Manchot papou